# 中国電力ネットワーク
中国電力ネットワーク株式会社（ちゅうごくでんりょくネットワーク）は、広島市中区に本社を置き、中国地方5県と隣接県の一部（中国エリア）を供給区域とする日本の一般送配電事業者である。中国電力の100%子会社。略称は、中電ネットワーク、中国電力NW、中国NW、中電NW、中電ネット。

## 概要
当社は、中国地方で送電線、変電所、配電線などを維持・運用し、発電事業者や小売電気事業者を相手に送配電サービスを提供する会社である。電気事業法の大改正（電力システム改革）によって、2020年（令和2年）4月、一般送配電事業の中立性の確保のため、一般送配電事業者が発電事業や小売電気事業を兼営することが原則、禁止された（法的分離）。このため、中国電力は、自社の一般送配電事業を子会社である当社に移管した。

## 事業内容

### 一般送配電事業
次の地域を供給区域（面積32,282 km2）として一般送配電事業を営んでいる。
- 鳥取県、島根県、岡山県、広島県、山口県（中国地方5県）
- 兵庫県のうち、赤穂市福浦 - 1963年（昭和38年）9月1日に岡山県和気郡日生町から赤穂市に編入された区域のみ
- 香川県のうち、小豆郡、香川郡 - 小豆島と直島諸島のみ
- 愛媛県のうち、今治市（2005年（平成17年）1月15日における旧越智郡吉海町、宮窪町、伯方町、上浦町、大三島町、関前村の区域に限る）、越智郡 - 芸予諸島の大島以北のみ

一般送配電事業の内容は次のとおりである。
- 送配電網の維持　供給区域内の8千km超の送電線、5百か所近い変電所、8万km超の配電線など（送配電網）を維持する。発電事業者や小売電気事業者から申込みがあれば、引込線、電力量計などを設置し、発電設備や需要家の需要設備（負荷設備）を送配電網に接続する。事故・災害時は、故障箇所を特定し、復旧する。
- 系統運用　供給区域の電力系統の周波数（60 Hz）・電圧を維持し、電気の安定供給を確保するため、発電・送電・電力需要の状況を監視し、電力の発生や流通を制御する。
- 託送供給　託送契約者のために、ある地点（受電地点）で送配電網に電気を受け入れると同時に、別の地点（供給地点）で送配電網から電気を供給し、対価として託送料金を徴収する。要すれば電気の宅配サービスである。託送契約者は主に小売電気事業者であり、発電所で発生した電気を需要家（小売電気事業者の顧客）に届けるために託送供給を利用する。
- 最終保障供給　小売電気事業者から電気の供給を受けることができない供給区域内の需要家（隠岐諸島・見島以外の特別高圧・高圧の需要家に限る）に対し電気を販売・供給する。
- 離島等供給　島根県の隠岐諸島と山口県萩市の見島の需要家には、小売電気事業者を介することなく電気を販売・供給する。

### 離島における発電事業
本州から送電できない隠岐諸島と見島に発電所を有し、発電事業を営んでいる。2024年（令和6年）時点では内燃力発電所3か所のみ。かつて隠岐諸島の島後に有していた水力発電所2か所は2022年（令和4年）10月に鴻池組に譲渡した。

## 拠点
広島市に本社を置き、中国地方各地にネットワークセンターを置く。中国電力時代は、配電部門の地域別の拠点を「営業所」と称し、送変電部門の地域別の拠点を「電力所」と称した。中国電力ネットワークの発足と同時に、営業所とその近隣に所在する電力所とがネットワークセンターとして統合され、それ以外の営業所は単独でネットワークセンターに移行した。

## 設備

### 設備の概要
中国電力ネットワークが2020年（令和2年）4月に発足した時点の設備の概要は、以下のとおりである。
- 水力発電設備　2箇所、300 kW
- 内燃力発電設備　3箇所、35,600 kW
- 送電設備　架空電線路亘長8,011 km、地中電線路亘長673 km、支持物（鉄塔など）47,880基
- 変電設備　変電所459箇所
- 配電設備　架空配電線路亘長80,926 km、地中配電線路亘長3,185 km、支持物（電柱など）1,681,912基、配電塔81箇所、一般用変圧器（柱上変圧器など）889,021個

中国電力ネットワークでは、標準周波数は60 Hz、電圧階級は500 kV、220 kV、110 kV、66 kV、22 kV、6.6 kVである。
中国地方の電力系統は以下の3系統がある。
- 本土系統　本州、隠岐諸島・見島以外の有人離島
- 隠岐系統　島根県隠岐諸島の知夫里島、中ノ島、西ノ島、島後
- 見島系統　山口県萩市の見島（1島のみの単独系統）

### 本土系統
中国地方を縦貫する500 kV（50万ボルト）送電線は、中国山地の山陽側と山陰側に各1ルートある。山陽側のルートは、東岡山変電所（岡山県赤磐市）-新岡山幹線（亘長62.0 km）-新岡山変電所（岡山県高梁市）-新広島幹線（亘長74.5 km）-新広島変電所（広島県東広島市）-新西広島幹線（亘長55.7 km）-新西広島変電所（広島県廿日市市）-東山口幹線（亘長52.4 km）-東山口変電所（山口県周南市）-新山口幹線（亘長77.4 km）-新山口変電所（山口県美祢市）である。山陰側のルートは、智頭変電所（鳥取県八頭郡智頭町）-中国東幹線（亘長84.4 km）-日野変電所（鳥取県西伯郡伯耆町）-中国中幹線（亘長152.8 km）-西島根変電所（島根県益田市）-中国西幹線（亘長106.7 km）-新山口変電所である。
中国山地を横断する500 kV送電線が2ルートある。日野幹線（亘長58.1 km）は、新岡山変電所と日野変電所とを結ぶ。西島根幹線（亘長46.6 km）は、新西広島変電所と西島根変電所とを結ぶ。

#### 関西中国間連系線
中国地方の電力系統と近畿地方の電力系統とは、2ルートの500 kV送電線で連系している。関西電力送配電の西播変電所（兵庫県相生市）と中国電力ネットワークの東岡山変電所（岡山県赤磐市）とを結ぶのが西播東岡山線であり、関西電力送配電の山崎開閉所（兵庫県宍粟市）と中国電力ネットワークの智頭変電所（鳥取県八頭郡智頭町）とを結ぶのが山崎智頭線である。
中国地方と近畿地方との連系は、1962年（昭和37年）2月、220 kV姫路岡山線によって始まった。西播東岡山線は、1978年（昭和53年）6月、220 kVで運用を開始し、1980年（昭和55年）3月、500 kVに昇圧された。1994年（平成6年）、姫路岡山線は廃止され、2001年（平成13年）6月、2本目の500 kV連系線として、山崎智頭線が運用を開始した。

#### 中国四国間連系線

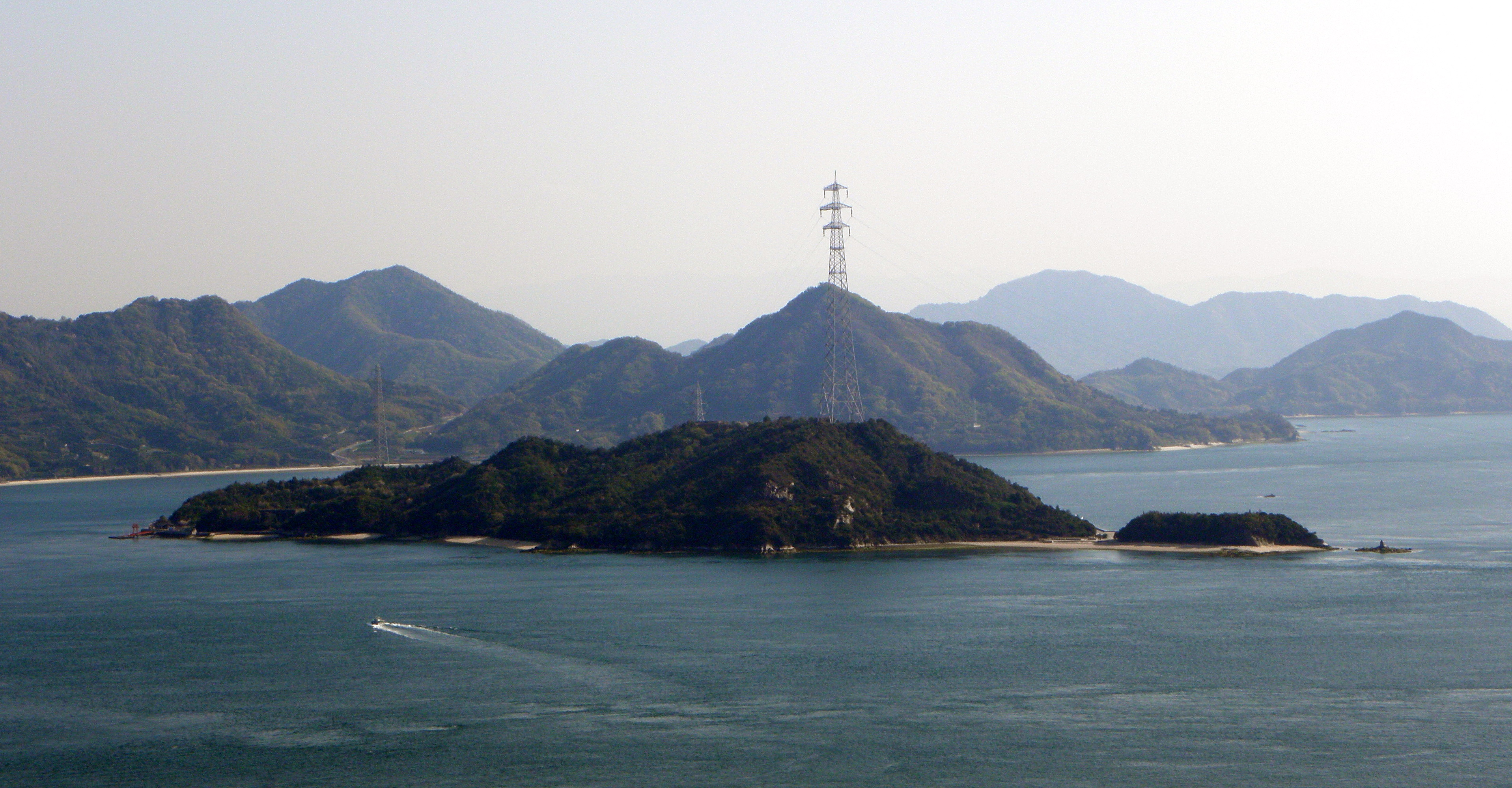
大久野島にそびえ立つ旧・中四幹線（本文参照）の鉄塔。2021年時点でも、本州から大三島に達する送電線を支持するために現役である。

中国地方の電力系統と四国地方の電力系統とは、電源開発送変電ネットワークが所有する本四連系線で連系している。本四連系線は、四国電力送配電の讃岐変電所（香川県綾歌郡綾川町）と中国電力ネットワークの東岡山変電所（岡山県赤磐市）とを結ぶ500 kV・2回線の送電線で、亘長は127.0 kmである。瀬戸大橋に添架したOFケーブルで瀬戸内海を横断し、さらに、児島湾の入り口（岡山水道）を径間1,575 mの架空線で横断する。
中国四国間の連系は、大正時代から構想されていたが、1962年（昭和37年）10月に運転を開始した電源開発の中四幹線で初めて実現した。中四幹線は、電源開発伊予変電所（愛媛県西条市）と中国電力広島変電所（広島市）との間の125 kmにわたる220 kV送電線であった。瀬戸内海横断部分は、愛媛県今治市波止浜から芸予諸島を経て広島県竹原市忠海に上陸するルートで（大三島まではしまなみ海道と同様のルート）、全て架空線であった。中でも、大久野島と忠海との間は、径間2,357 mの架空線であり、両側の鉄塔の高さは、避雷針を含め226 mという日本の送電用鉄塔では前例のないものであった。当初は1回線であったが、1972年（昭和47年）1月、2回線に増強された。
2000年（平成12年）に本四連系線2回線が完成したため、中四幹線は廃止された。本州-大久野島-大三島の区間は、中国電力が設備を譲り受け、110 kV大三島支線の一部となった。

#### 中国九州間連系線

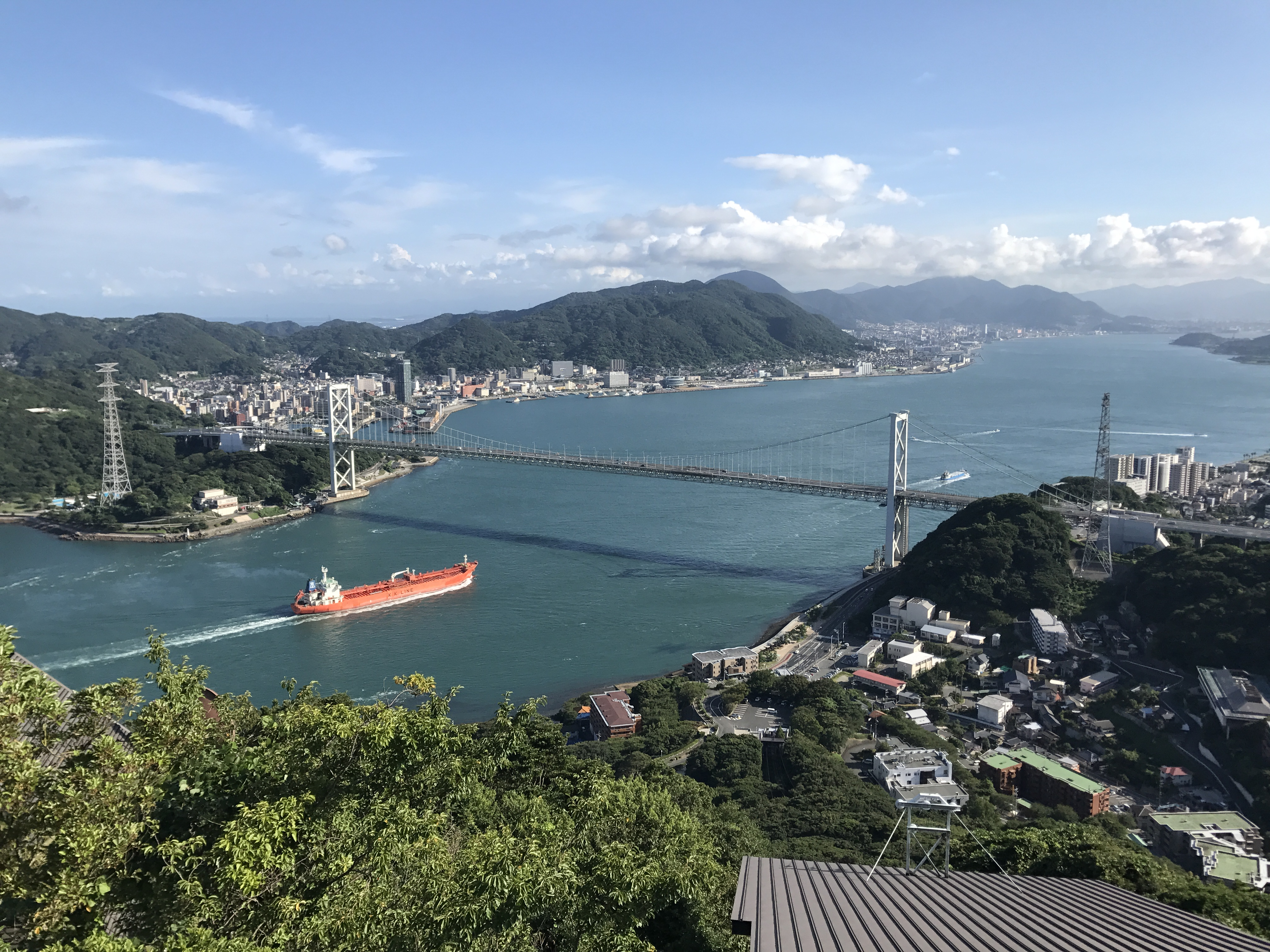
下関市の火の山から見下ろした関門橋。橋の手前側に関門連系線（本文参照）の鉄塔が見える。

中国地方の電力系統と九州地方の電力系統とは、電源開発送変電ネットワークが所有する関門連系線で連系している。関門連系線は、九州電力送配電の北九州変電所（北九州市小倉南区）と中国電力ネットワークの新山口変電所（山口県美祢市）とを結ぶ500 kV・2回線の送電線であり、亘長は64.2 kmである。関門橋の北東側に並行する架空線で関門海峡を跨ぐ。
関門海峡を最初に横断した送電線は、日本発送電が関門鉄道トンネル内に設置した関門連絡線であり、1945年（昭和20年）6月、三菱鉱業（現・三菱マテリアル）上山田炭鉱に60 Hzで送電を開始した。
1945年（昭和20年）12月、日本発送電の110 kV関門幹線が完成し、翌年3月、やはり三菱鉱業に60 Hzで電気を供給した。関門幹線が関門海峡を架空線で跨いだ最初の送電線である。
1959年（昭和34年）7月、九州電力が新関門幹線の運用を110 kVで開始し、1962年（昭和37年）3月、220 kVに昇圧した。1963年（昭和38年）12月には、2回線での運用を開始した。新関門幹線のルートは、1980年（昭和55年）5月に運用を開始した電源開発の関門連系線に引き継がれた。

### 隠岐系統
隠岐系統は島根県・隠岐諸島の有人4島（知夫里島、中ノ島、西ノ島、島後）に形成された電力系統である。
隠岐系統の需要電力は最大約24,000 kW、最小約10,000 kWであり、これに対する供給力は、内燃力発電所である西郷発電所（隠岐郡隠岐の島町）約25,000 kW、再生可能エネルギー発電設備約8,800 kW（風力発電設備：約4,000 kW、事業用太陽光発電設備：約3,000 kW、住宅用太陽光発電設備：1,500 kW、水力発電設備：約300 kW）などとなっている。
島後の西郷発電所からは、22 kV西郷海士線が島前・中ノ島の海士変電所（隠岐郡海士町）まで、22 kV西郷黒木線が島前・西ノ島の黒木発電所（隠岐郡西ノ島町）まで伸びている。いずれも島前・島後を隔てる島後水道を海底ケーブルで横断している。さらに、海士変電所と黒木変電所は22 kV海士黒木線で結ばれている。知夫里島へは西ノ島から6.6 kV配電線で供給されている。
島前・西ノ島に西ノ島変電所（系統用蓄電池設備）があり、同所にはリチウムイオン二次電池（Li-ion電池）とナトリウム・硫黄電池（NAS電池）が設置されている。Li-ion電池（出力2,000 kW、容量700 kWh）は再生可能エネルギー発電の出力変動に応じて充電・放電を時々刻々切り替えることで、隠岐系統の周波数変動を抑制する役割を担っている。一方、NAS電池（出力4,200 kW、容量25,200 kWh）は余剰電力で充電し、需要電力の大きい時間帯に放電させることで、再生可能エネルギー由来の余剰電力を無駄なく利用するために役立っている。これらの設備は約25億円の工事費を投じて2015年（平成27年）に導入されたものであり、工事費の約4分の3は環境省からの補助金で賄った。
| 名称       | 原動力 | 出力（kW） | 所在地                         |
| ---------- | ------ | ---------- | ------------------------------ |
| 西郷発電所 | 内燃力 | 25,320     | 島根県隠岐郡隠岐の島町（島後） |
| 黒木発電所 | 内燃力 | 7,380      | 島根県隠岐郡西ノ島町（西ノ島） |

### 見島系統
見島系統は山口県萩市に属する見島に形成された電力系統である。主な電源は中国電力ネットワークの見島発電所である。A重油を燃料とする内燃力発電設備が4台、合計3,350 kWあり、各時間帯の需要電力に合わせた台数を運転する。島内各所には、同発電所から同社の3,300 Vの高圧配電設備で配電されている。
見島に中国電力ネットワークの従業員は常駐していない。見島発電所は本土の山口ネットワークセンター山口制御所から遠隔監視・遠隔制御されており、同発電所の設備の定期的な巡視は、中国電力グループの中電プラントに委託されている。また、島内の配電設備も山口ネットワークセンターから遠隔制御されている。
台風の接近や暴風雪警報の発令が予想される際は、萩海運の定期船が欠航になる前に萩ネットワークセンターから要員を見島に送り込むことになっており、万一の際は、萩市を通じて海上保安庁に要員・資材・機材の輸送について協力を要請することになっている。また、見島発電所には、船の欠航に備え、燃料を備蓄するタンクがある。

## 沿革
2013年（平成25年）4月、第2次安倍内閣は、「電力システムに関する改革方針」を閣議決定した。内閣は、この方針のもと、2013年（平成25年）から2015年（平成28年）にかけ、電気事業法の大幅な改正案を3回に分けて国会に提出し、改正案は全て成立した。電力システム改革である。
第2弾の改正により、2016年（平成28年）4月、電気事業者の類型が整理され、一般電気事業者という類型が廃止された。従来、一般電気事業者として中国地方で発電・送配電・小売の全てを手掛けてきた中国電力は、改正電気事業法では、発電事業者 兼 一般送配電事業者 兼 小売電気事業者と位置付けられた。一般送配電事業は許可制として、中国電力が中国地方の送配電網をほぼ独占することになった。
発電と小売の分野で様々な事業者が公平な条件で健全な競争を行うためには、実質的に地域独占の一般送配電事業者が全ての発電事業者・小売電気事業者に対して中立の立場で公平に送配電サービスを提供することが必要である。一般送配電事業者による発電事業や小売電気事業の兼営は、一般送配電事業の中立性の確保を難しくするため、第3弾の改正で、これを禁止することになった（法的分離）。
このため、旧一般電気事業者各社は、一般送配電事業を子会社に移管するなど、第3弾改正の施行に対応する必要に迫られた。中国電力は、法的分離に備えるため、2017年（平成29年）10月、社内に送配電カンパニーを設置した。そして、送配電カンパニーの事業の移管先として、2019年（平成31年）4月1日、中国電力ネットワーク株式会社を設立した。
同月、中国電力と中国電力ネットワークとの間で、吸収分割契約が結ばれた。6月、中国電力の株主総会で、この契約が承認された。そして、2020年（令和2年）4月、中国電力から中国電力ネットワークに送配電カンパニーの事業が移管された。

## 不祥事
送配電部門が保有する競合の新電力会社の顧客情報を小売部門の社員が不正に閲覧していた問題で、2023年4月17日、同社など5社が経済産業省から電気事業法に基づく業務改善命令を受けた。